# Saligny (Vendée)
Saligny korábbi község Franciaország Loire mente régiójában, Vendée megyében. 2016. január 1-jén Belleville-sur-Vie korábbi községgel egyesült és az így létrejött Bellevigny új község része lett.
Lakosainak száma 2084 fő (2018. január 1.). Saligny Beaufou, Bellevigny, Dompierre-sur-Yon, Les Lucs-sur-Boulogne, Saint-Denis-la-Chevasse és Belleville-sur-Vie községekkel határos.

## Népesség
A település népessége az elmúlt években az alábbi módon változott:
| Lakosok száma | 903  | 914  | 830  | 922  | 1033 | 1665 | 1938 | 2008 | 2057 | 2084 |
|               | 1962 | 1968 | 1975 | 1982 | 1990 | 2008 | 2013 | 2015 | 2017 | 2018 |